# Noturus hildebrandi
Noturus hildebrandi es una especie de peces de la familia Ictaluridae en el orden de los Siluriformes.

## Hábitat
Es un pez de agua dulce.